# Ophiolepis hispida
Ophiolepis hispida är en ormstjärneart som beskrevs av John Lawrence LeConte 1851. Ophiolepis hispida ingår i släktet Ophiolepis och familjen Ophiolepididae. Inga underarter finns listade i Catalogue of Life.